# Heterotis rotundifolia
Heterotis rotundifolia là một loài thực vật có hoa trong họ Mua. Loài này được (Sm.) Jacq.-Fél. mô tả khoa học đầu tiên năm 1981.

## Hình ảnh

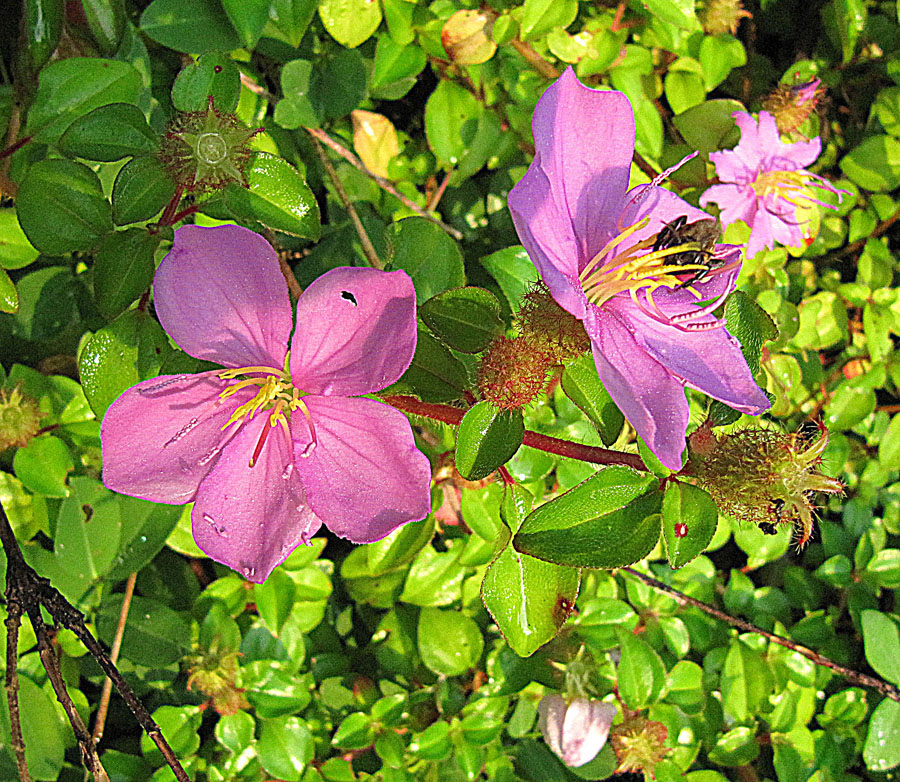
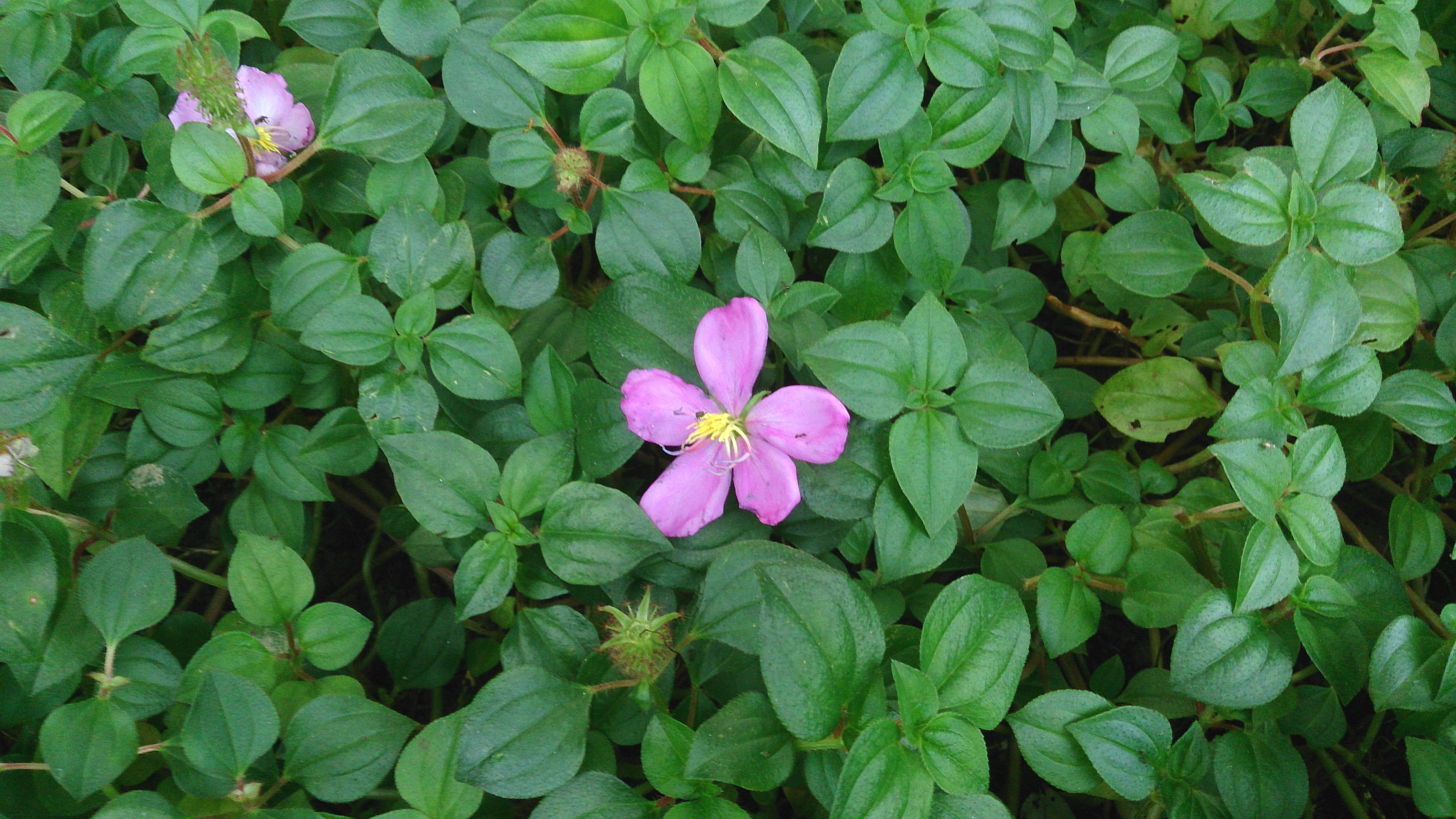
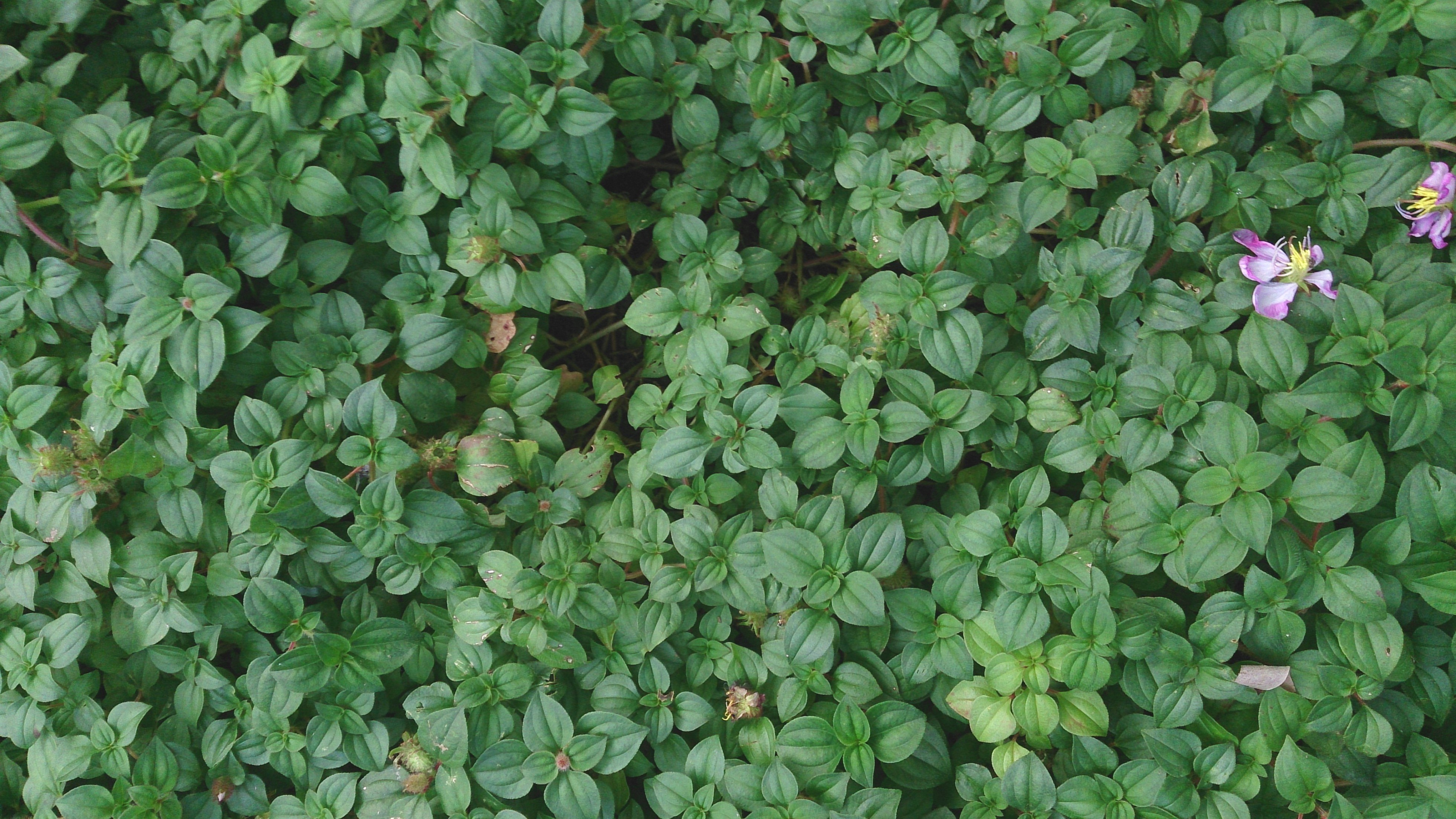
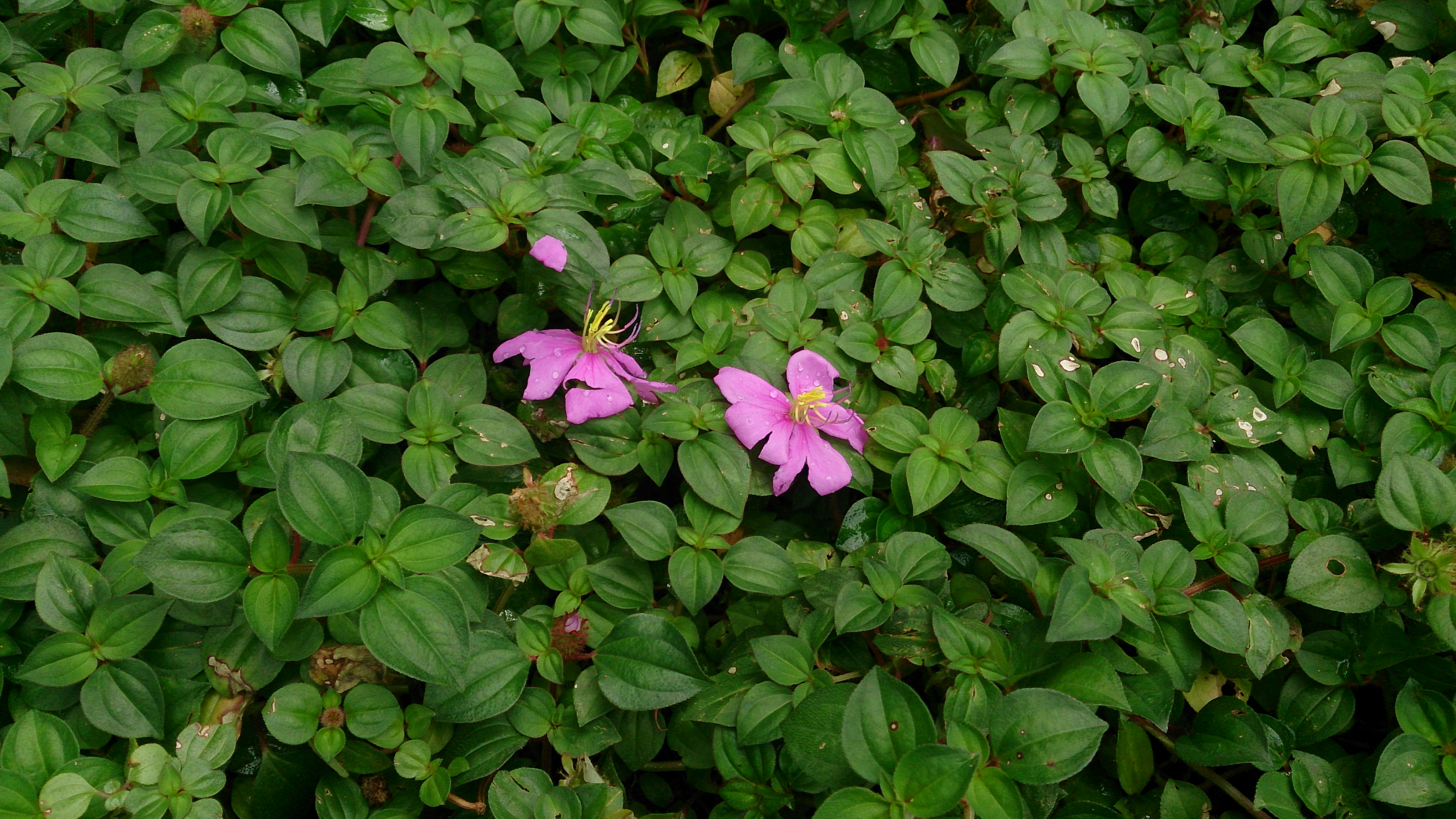